# Bracon subareatus
Bracon subareatus är en stekelart som beskrevs av Granger 1949. Bracon subareatus ingår i släktet Bracon och familjen bracksteklar. Inga underarter finns listade.